# 2025 en Égypte
Chronologie de l'Égypte
- 2021
- 2022
- 2023
- 2024
- 2025
- 2026
- 2027
- 2028
- 2029

Cet article traite des événements qui se sont produits durant l'année 2025 en Égypte.

## Événements

### Février
- 22 février : Le temple d'Abou Simbel est illuminé par l’alignement solaire, un phénomène qui ne se produit que deux fois par an, célébré par des festivités locales[1].
- 28 février : Début du Ramadan en Égypte, mois sacré observé par une majorité de la population musulmane[2].

### Mars
- 30 mars : Célébration de l’Aïd el-Fitr, marquant la fin du mois de Ramadan[2].

### Avril
- 21 avril : La fête de Sham el-Nessim, héritée de l’Égypte antique, est célébrée à travers tout le pays par des sorties en famille et des pique-niques[2].

### Mai
- 21 mai : Lancement du programme Horizon Europe 2025 au Caire, renforçant la coopération entre l’Union européenne et l’Égypte dans la recherche et l’innovation[3].

### Juin
- 1er juin : Le gouvernement égyptien annonce un projet de nouvelle ville dans le désert, nommée Jirian, alimentée par une dérivation de l’eau du Nil, suscitant de nombreuses critiques environnementales[4].
- 6 juin : Début de l’Aïd el-Adha, célébrée par des prières et des sacrifices rituels à travers l’Égypte[2].

### Août
- 4-5 août : élections sénatoriales.
- 6-17 août : l’Égypte accueille le Championnat du monde masculin de handball des moins de 19 ans 2025, réunissant 32 équipes internationales.

### Septembre
- 14 septembre : La fête du Mawlid, célébrant la naissance du prophète Mahomet, donne lieu à des processions religieuses et des événements festifs dans tout le pays[2].

### Octobre
- 14-16 octobre : Le salon Egypt Energy 2025 se tient au Caire, rassemblant les acteurs majeurs du secteur énergétique en Afrique du Nord[5].
- 22 octobre : Le second festival du Soleil d’Abou Simbel de l’année attire une foule nombreuse pour admirer l’alignement solaire exceptionnel[1].

### Décembre
- 1er–4 décembre : L’Égypte organise la 4e édition du salon EDEX (Egypt Defence Expo), avec la participation de nombreux industriels de la défense terrestre, maritime et aérienne[6].

## Décès
- 9 janvier : Laila Rustom, animatrice de télévision
- 20 janvier : Mimi El-Sherbini, footballeur international et entraîneur
- 24 janvier : Basili Greese, réalisateur
- 20 février : Wael Talaat, joueur de snooker
- 17 mars : Abu Ishaq al-Houweny, prédicateur salafiste
- 30 mars : Métropolite Pachomius (copte), métropolite copte orthodoxe de Beheira
- 12 avril : Ibrahim Shika, footballeur du Zamalek SC
- 13 avril : Salah Hassan, producteur de cinéma
- 18 avril : Soliman Eid, acteur comique
- 5 mai : Naeem Issa, acteur de théâtre, cinéma et télévision

#### L'année 2025 dans le reste du monde
- L'année 2025 dans le monde
- 2025 par pays en Amérique • 2025 au Brésil, 2025 au Canada, 2025 au Québec, 2025 aux États-Unis, 2025 au Mexique
- 2025 en Europe, 2025 dans l'Union européenne • 2025 en Belgique, 2025 en France, 2025 en Italie, 2025 en Suisse
- 2025 en Afrique • 2025 par pays en Asie • 2025 par pays en Océanie, 2025 en Océanie • 2025 en Antarctique
- 2025 aux Nations unies
- Décès en 2025